# Дарам (Калифорнија)
Дарам (енгл. Durham) насељено је место без административног статуса у америчкој савезној држави Калифорнија.

## Демографија
По попису из 2010. године број становника је 5.518, што је 298 (5,7%) становника више него 2000. године.
| Група             | 2000.         | 2010.         |
| Белци             | 4.578 (87,7%) | 4.664 (84,5%) |
| Афроамериканци    | 7 (0,1%)      | 19 (0,3%)     |
| Азијати           | 32 (0,6%)     | 35 (0,6%)     |
| Хиспаноамериканци | 469 (9,0%)    | 614 (11,1%)   |
| Укупно            | 5.220         | 5.518         |